# Astro’s Playroom
Az Astro's Playroom egy 2020-ban megjelent platformjáték, amelyet a Japan Studio fejlesztett és a Sony Interactive Entertainment adott ki a PlayStation 5 konzolra. A játék minden konzolon előre telepítve érkezik, és egyben ingyenes technikai bemutatóként is szolgál a DualSense kontroller képességeinek bemutatására.

## Játékmenet
Az Astro’s Playroom egy 3D-s platformjáték, amelyben a játékos a címszereplő Astro Botot irányítja a DualSense kontroller segítségével. Az előző játékhoz hasonlóan képes ugrani, lebegni, ellenségeket és tárgyakat megütni, valamint forgótámadást végrehajtani a ütés feltöltésével. A kontroller haptikus visszajelzése valósághű tapintási élményt nyújt olyan cselekvéseknél, mint például különböző felületeken való járás (például homokon), esőben való sétálás vagy a széllel szembeni haladás. A játék egy CPU-Pláza nevű központi pályán kezdődik, amely a PlayStation 5 konzol belseje alapján lett megtervezve, és innen érhetők el a négy külön világ, amelyek mind a konzol egy-egy alkatrésze köré épülnek, a begyűjthető relikviák pedig az adott konzolhoz kapcsolódnak: GPU-Dzsungel (PlayStation 4 és PlayStation VR), Hűtőforrások (PlayStation Portable, PlayStation 3 és PlayStation Vita), SSD-Sztráda (PlayStation 2 és PS2 Slim), Memóriamező (PlayStation, PocketStation és PS One). A plázában két további terület is található: a Gyorsasági Futamok, ahol a játékosok feloldható időpróbákban versenyezhetnek a leggyorsabb időért, amelyet online ranglistákon lehet megosztani, valamint a PlayStation Labor, amely a játékos által összegyűjtött összes gyűjthető tárgyat tartalmazza. A négy világ mindegyike négy pályára van osztva, amelyek egymással össze vannak kapcsolva. Kettő ezek közül hagyományos platformjátékos pálya, míg a másik kettő egy speciális erősítőruhát használ, amely kihasználja a DualSense kontroller képességeit. Például az egyik világban van egy békaruha, amelynek az alján rugó található, és a kontrollert oldalirányban kell dönteni a béka irányításához, míg a ravaszt lenyomva lehet összenyomni a rugót, amely az adaptív ravaszrendszernek köszönhetően hasonló ellenállást nyújt, mint egy valódi rugó. Egy másik példa a gömbruha, amelyben a játékosnak a touchpadot kell húzni a gömb irányításához. A világokban számos más robot is megtalálható, amelyek különféle tevékenységeket végeznek, többek között jeleneteket adnak elő különböző, jelenlegi és korábbi PlayStation-exkluzív játéksorozatokból, például a God of War-ból és a Resident Evil-ből. A világokban kábelvezetékek is vannak, amelyeket Astro Bot meghúzhat, hogy lövedékeket, érméket és relikviákat szerezzen, köztük más robotokat is, amelyek közül néhány ellenséges robotokon található. Ha Astro Bot leesik vagy legyőzik, a pálya az utolsó elért ellenőrzőponttól indul újra. Mindegyik világban háromféle gyűjthető tárgy található: érmék, kirakósdarabok és relikviák. Az ellenségek legyőzésével és tárgyak gyűjtésével szerzett érméket a PlayStation Labor gacha automatájában lehet felhasználni, ahol a játékos különböző gyűjthető figurákat, valamint további kirakódarabokat és relikviákat szerezhet. A kirakódarabok a PlayStation Labor falát díszítő PlayStation-falmozaik kitöltésére szolgálnak. A relikviák 3D-ben megjelenített, valós tárgyakat ábrázolnak a PlayStation történetéből, például konzolokat, kontrollereket és kiegészítőket. Ha a játékos összegyűjti őket, a DualSense kontroller mozgatásával megvizsgálhatja, illetve a touchpaddel vagy a beépített mikrofonnal interakcióba léphet velük. A relikviák a PlayStation Labor területén tárolódnak, ahol Astro Bot (és sok más robot) később kölcsönhatásba léphet velük, például megütheti vagy rájuk ugorhat. Minden világ végén található egy olyan terület, amelyet az előző négy asztali PlayStation konzol indítási képernyői ihlettek, és ahol a játékos jutalmul megkapja az adott konzol relikviáját a világ teljesítéséért. Miután mind a négy világot teljesítette, megnyílik egy titkos ötödik világ, az 1994 Retró, amelyben Astro Botnak egy főellenséget kell legyőznie, amelyet az eredeti PlayStation első demólemezének T-Rex technikai bemutatója ihletett. A T-Rex legyőzése után elindul a stáblista, és a játékos megkapja a PlayStation 5 korszak relikviáit, köztük a DualSense kontrollert és magát a PlayStation 5 konzolt.

## Fejlesztés
A Team Asobi 2018 elején kezdte meg az Astro’s Playroom fejlesztését. A játék kezdetben a PlayStation 5 DualSense kontrolleréhez készült technikai bemutatók sorozataként indult, bár az, hogy a konzol nyitócímévé válik, csak a fejlesztés későbbi szakaszában dőlt el. Nicolas Doucet kreatív igazgató elmondása szerint a játék készítése közben legalább 80 különböző technikai demót terveztek a DualSense kontroller képességeinek bemutatására.

## Fogadtatás
| Összegzőoldal | Értékelés |
| ------------- | --------- |
| Metacritic    | 83/100    |

| Szerző        | Értékelés      |
| ------------- | -------------- |
| Destructoid   | 7/10           |
| EGM           | 10/10          |
| Eurogamer     | kihagyhatatlan |
| Game Informer | 8/10           |
| GameSpot      | 8/10           |
| IGN           | 8/10           |

Az Astro’s Playroom a Metacritic értékelésgyűjtő weboldal szerint „általánosságban kedvező” értékeléseket kapott a kritikusoktól.
Egy rendkívül pozitív értékelésben az Electronic Gaming Monthly újságírója, Mollie Patterson maximális pontszámot adott a játéknak, kiemelve a játékmenet változatosságát és a nosztalgiafaktort. Meghatódva fedezte fel az Astro’s Playroom összes titkát, és így írt: „Függetlenül attól, hogy melyik konzolhoz vagy céghez kötődsz, könnyű elfelejteni, milyen sokat is jelentett hobbink számára az a 25 év, amióta a PlayStation létezik mint játékplatform.”
A GameSpot újságírója, Mike Epstein értékelte a játék grafikai részletességét és stabil platformjátékmenetét, ugyanakkor kritikával illette a mozgásérzékelős irányítást használó részeket.
Jonathon Dornbush, az IGN újságírója élvezte a játékban található tisztelgéseket a PlayStation történelme előtt, valamint a DualSense kontroller nyújtotta interakciókat, ugyanakkor kritizálta, hogy a játék inkább technikai bemutatónak érződik, mint teljes értékű játéknak.

## Díjak, elismerések
| Év   | Díj             | Kategória            | Eredmények |
| ---- | --------------- | -------------------- | ---------- |
| 2021 | D.I.C.E. Awards | Az év családi játéka | Jelölve    |

## Fordítás
Ez a szócikk részben vagy egészben  az   Astro's Playroom című angol Wikipédia-szócikk ezen változatának fordításán alapul.  Az eredeti cikk szerkesztőit annak laptörténete sorolja fel. Ez a jelzés csupán a megfogalmazás eredetét és a szerzői jogokat jelzi, nem szolgál a cikkben szereplő információk forrásmegjelöléseként.